# Friedrich Wilhelm von Lindeiner-Wildau
Friedrich Wilhelm von Lindeiner-Wildau (Kłodzko, 12 dicembre 1880 – Francoforte sul Meno, 22 maggio 1963) è stato un militare tedesco, ufficiale della Luftwaffe durante la seconda guerra mondiale, conosciuto per essere stato il comandante dello Stalag Luft III, la prigione divenuta famosa per la "grande fuga" del 1944.

## Biografia
Friedrich Wilhelm von Lindeiner genannt von Wildau nacque a Glatz nel 1880. Entrò nel 3.Garde-Regiment zu Fuß come sottotenente, diplomandosi nel Corpo dei Cadetti il 15 marzo 1898. Il 1º maggio 1902 lasciò l'esercito prussiano ed entrò a far parte delle Schutztruppe destinate verso l'Africa orientale tedesca. Dal 20 giugno al 13 settembre 1905 prestò servizio come aiutante di Gustav Adolf von Götzen, governatore dell'Africa orientale tedesca, mentre dal 7 settembre all'11 ottobre 1906 fu aiutante nel quartier generale delle Schutztruppe. Von Lindeiner è stato insignito della medaglia Pour le Mérite, del "Blue Max" e dell'Ordine della Corona prussiano per il suo ruolo nell'aiutare a sedare la ribellione Maji Maji contro i coloni tedeschi. Lasciò il servizio della Schutztruppe il 31 luglio 1908 e si riunì all'esercito prussiano il 1 agosto 1908 con una contemporanea promozione a Oberleutnant e fu assegnato al 4.Garde-Regiment zu Fuß. Il 20 luglio 1912, promosso al grado di capitano, fu nominato comandante dell'undicesima compagnia del 1.Garde-Regiment zu Fuß.

### Carriera

#### Prima guerra mondiale
Il 10 agosto 1914, fu assegnato come comandante dell'Infanterie-Stabswache presso il quartier generale del Kaiser. Il 19 settembre tornò al suo reggimento come comandante dell'undicesima compagnia, dove fu ferito durante la prima battaglia di Ypres il 17 novembre 1914. Tornato in servizio il 13 aprile 1915 assunse il comando della 5ª compagnia del reggimento, e poi del secondo battaglione il 27 maggio 1915. Fu nuovamente ferito durante l'inseguimento tra il fiume Bug e Yaselda il 29 agosto 1915. Al ritorno in servizio von Lindeiner-Wildau assunse il comando del battaglione Füsilier del 1.Garde-Regiment zu Fuß e fu di nuovo gravemente ferito il 5 dicembre 1915 nei combattimenti intorno a Roye-Noyon.
Il 24 settembre 1914 von Lindeiner-Wildau fu assegnato all'Etappen-Inspektion 5 ("Ispettorato delle linee di comunicazione") e il 4 ottobre 1916 fu assegnato come aiutante personale del principe Gioacchino di Prussia. Dopo il ritorno al suo reggimento il 30 ottobre 1917 divenne aiutante del governatore di Riga-Dünamünde. Nominato aiutante della Garde-Reserve-Korps il 23 aprile 1918, fu promosso maggiore il 15 luglio 1918. La sua ultima nomina in tempo di guerra fu quella di aiutante della 4ª armata, incarico che assunse l'8 novembre 1918.

#### Seconda guerra mondiale
A seguito dell'armistizio di Compiègne, dal 18 gennaio 1919 von Lindeiner-Wildau fu a capo del punto di raccolta a Potsdam dell'Unità di volontariato per la protezione delle frontiere est e del nord est (Grenzschutz Ost/Oberost). Si ritirò il 20 settembre 1919 con il permesso di indossare l'uniforme del 1.Garde-Regiment zu Fuß. Lavorò in diversi incarichi civili e sposò una baronessa olandese.
Ha trascorso diversi anni nel mondo degli affari e ha viaggiato molto in Europa e nelle Americhe. Dalla sua residenza nei Paesi Bassi, von Lindeiner è stato in grado di osservare da lontano la crescita del nazismo. Quando lui e sua moglie si trasferirono in Germania nel 1932, si rifiutarono di aderire al partito nazista, nonostante l'effetto deleterio che questa scelta ebbe sui suoi affari e nei suoi rapporti sociali. Von Lindener era un convinto sostenitore della Germania, ma aveva opinioni antinaziste. Tuttavia, nonostante il suo manifesto antinazismo, von Lindeiner si sentì obbligato ad accettare un incarico nella Luftwaffe nel 1937 come membro dello staff personale di Hermann Göring. Tentò senza successo di ritirarsi per motivi di salute, e la sua nomina a comandante dello Stalag Luft III a Sagan nella primavera del 1942, durante la seconda guerra mondiale, rappresentò quindi l'opportunità per servire il suo paese senza obbedire direttamente al regime che tanto disprezzava.
Il vice comandante maggiore Gustav Simoleit descrisse von Lindeiner come un "uomo onesto, di mentalità aperta, liberale [che] ha influenzato e formato con i suoi piani, le idee e gli ordini l'intero spirito nei rapporti tra i prigionieri e il personale tedesco". Era universalmente rispettato sia dal suo staff che dai prigionieri di guerra. Si diceva che i prigionieri tedeschi fossero maltrattati dagli Alleati e che c'era una volontà di rappresaglia. Un giorno, von Lindeiner convocò Simoleit per una discussione confidenziale. Lindeiner disse: "Maggiore Simoleit, lei conosce le nostre ultime informazioni sul cattivo trattamento e persino sull'uccisione di soldati tedeschi in Inghilterra. Dobbiamo affrontare una situazione grave. Cosa dobbiamo fare se Hitler vuole ulteriori rappresaglie e ci invia un ordine rigoroso di fucilare in massa i nostri prigionieri?" Simoleit rispose immediatamente: "Se dovessi ricevere un ordine così terribile mi rifiuterei di obbedire. Preferisco in questo caso essere giustiziato io stesso per insubordinazione militare e non cercherei di salvare la mia misera vita obbedendo". Von Lindeiner strinse la mano a Simoleit: "Sappiamo entrambi cosa dobbiamo fare".
La Gestapo ha indagato sulla fuga del 1944 e, nonostante non siano state scoperte nuove informazioni significative, von Lindeiner è stato rimosso e minacciato con la corte marziale. Finse una malattia mentale per evitare la prigione.
Nel febbraio 1945, fu ferito dalle truppe russe che avanzavano verso Berlino mentre fungeva da secondo in comando di un'unità di fanteria che difendeva Sagan. In seguito si arrese all'avanzata delle forze britanniche alla fine della guerra.
Von Lindener ha donato del materiale e una pietra per il memoriale dei cinquanta fuggitivi assassinati lungo la strada verso Żagań. Fu imprigionato per due anni nel campo di prigionia britannico noto come "London Cage". Ha testimoniato durante l'indagine britannica SIB sugli omicidi dello Stalag Luft III. Gli ex prigionieri alleati allo Stalag Luft III hanno testimoniato che nella prigione fossero seguite le Convenzioni di Ginevra relative al trattamento dei prigionieri di guerra e che Von Lindener si fosse guadagnato il rispetto dei prigionieri anziani.
Fu rimpatriato nel 1947. Morì nel 1963 all'età di 82 anni, meno di due mesi prima dell'uscita del film The Great Escape.

## Onorificenze
Friedrich von Lindeiner-Wildau ricevette l'Ordine Prussiano della Corona di 4ª Classe con Spade per i combattimenti nella campagna tedesca dell'Africa orientale del 1905-1907. È stato anche insignito della medaglia coloniale. Durante la prima guerra mondiale fu anche insignito dell'Ordine della Casata ernestina di Sassonia - Cavaliere di I Classe con Spade (1 maggio 1918) con il grado di Hauptmann e Primo Aiutante del Governo di Riga, e della Croce d'Onore dell'Ordine di Hohenzollern con Spade il 5 febbraio 1915. Fu anche insignito della Croce di Ferro di I e II Classe.

## Nella cultura di massa
Von Lindener è stata la chiave per il personaggio del "Colonnello von Luger" nel film La grande fuga, interpretato dall'attore Hannes Messemer.
È stato interpretato da Manfred Andrae nel film per la TV The Great Escape II: The Untold Story del 1988. È rappresentato come fucilato per la sua incapacità di impedire l'evasione.